# Radio Hello
Radio Hello – rozgłośnia radiowa założona w 1996 roku przez Krzysztofa Rosę, nadająca na terenie Gdyni w sieci telewizji kablowej Multimedia (dawniej Szel-Sat) na częstotliwości 105,4 FM.
Była to pierwsza w Polsce koncesjonowana stacja radiowa transmitująca swój program wyłącznie poprzez sieć kablową. Radio Hello emitowało program o charakterze muzycznym (głównie muzyka dance, pop, soul i rock). Przez pierwsze dwa lata od swojego startu (4 lipca 1996) rozgłośnia nadawała program na żywo. Już w pierwszych tygodniach działalności cieszyła się sporym zainteresowaniem – głównie wśród młodzieży. 9 lipca 1998 niespodziewanie zawieszono emisję programów na żywo i od tej pory program stacji stanowiła wyłącznie muzyka nadawana z komputera. Audycje powróciły na antenę ponownie dopiero w 2003 roku, jednak ukazywały się przez krótki czas i nieregularnie. W październiku 2004 roku stacja niepostrzeżenie zamilkła z nieznanych przyczyn, a w następnych tygodniach została usunięta z oferty programowej TVK Multimedia.